# Monte Compatri-Pantano
Monte Compatri-Pantano är en station på Roms tunnelbanas Linea C. Stationen är belägen i Monte Compatri och togs i bruk år 2014.
Stationen Monte Compatri-Pantano har:
- Biljettautomater
- WC

## Kollektivtrafik
- Busshållplatser för ATAC och COTRAL

## Omgivningar
- Monte Compatri
- Stazione di Pantano Borghese
- Via Casilina